# Macropsis variabilis
Macropsis variabilis är en insektsart som beskrevs av Evans 1941. Macropsis variabilis ingår i släktet Macropsis och familjen dvärgstritar. Inga underarter finns listade i Catalogue of Life.